# Rheinfähre Königswinter

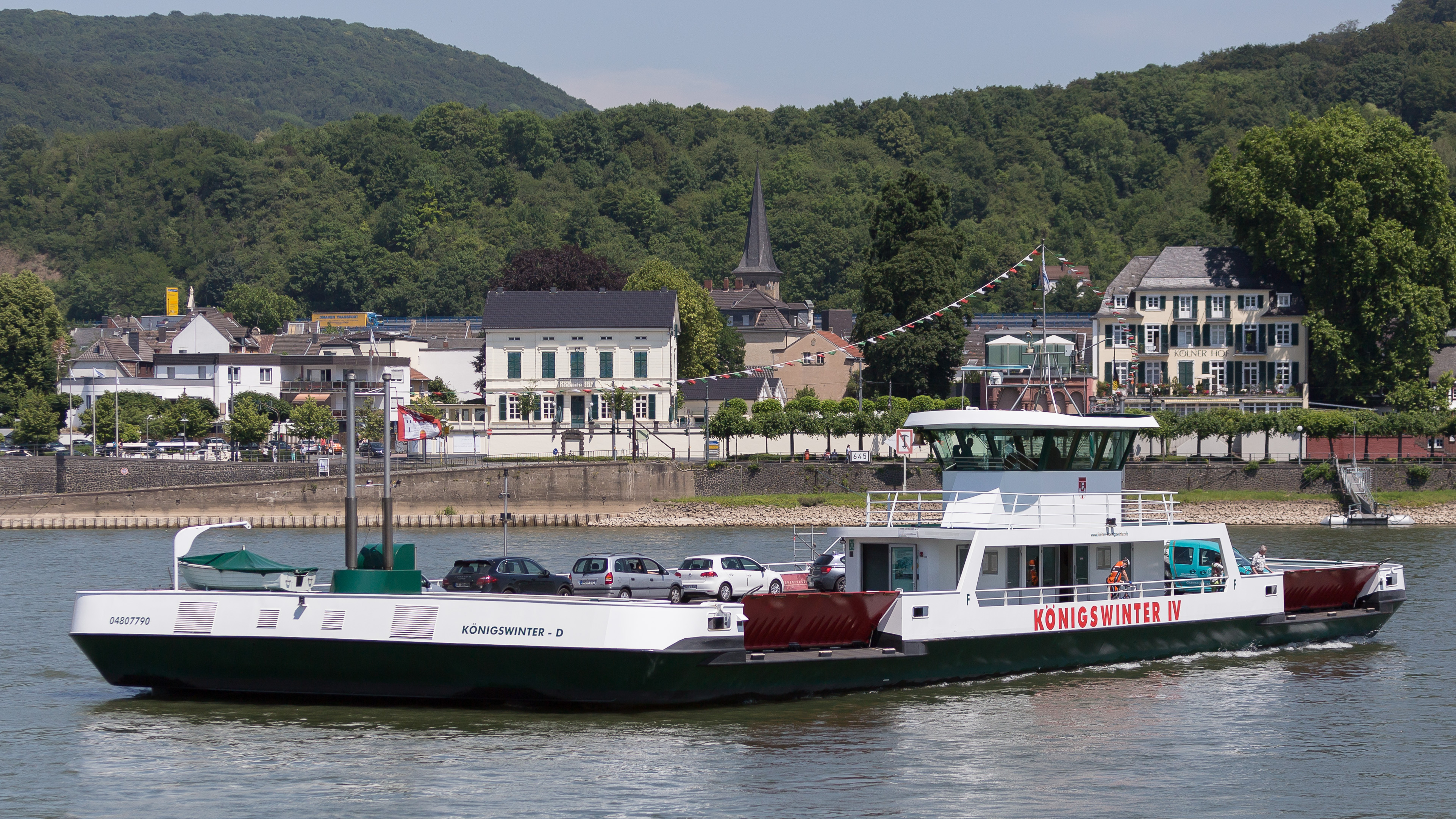
Fährschiff Königswinter IV beim Übersetzen

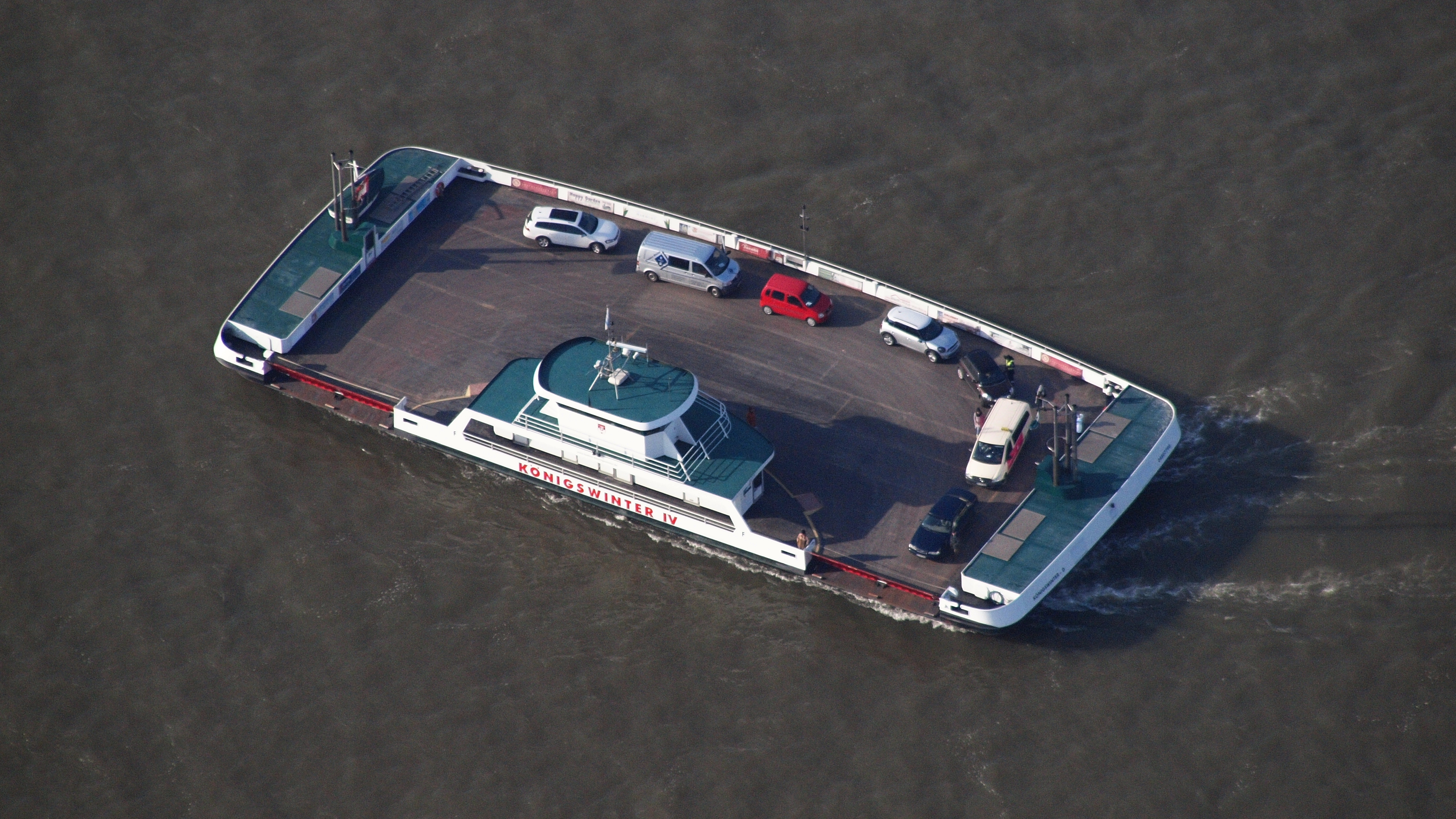
Rheinfähre Königswinter IV, Luftaufnahme (2015)

Die Rheinfähre Königswinter ist eine Auto-Rheinfähre bei Stromkilometer 645 zwischen der Stadt Königswinter und Mehlem, einem Ortsteil des Bonner Stadtbezirks Bad Godesberg. Der rechtsrheinische  Fähranleger befindet sich an der Königswinterer Rheinallee, der linksrheinische am Ende der Bad Godesberger Austraße (John-J.-McCloy-Ufer) südlich der Deichmannsaue.

## Geschichte
Die Fährverbindung zwischen Königswinter und Mehlem reicht mindestens bis ins 15. Jahrhundert zurück, als sie mit Nachen und Schalden betrieben wurde. Eine entsprechende „Fährgerechtigkeit“ für Königswinter, die in landesherrlichem Besitz war, wurde urkundlich vermutlich erstmals am 25. März 1473 in einem inzwischen verschollenen Weistum:17 genannt. Sie erstreckte sich von der Grenze zwischen Königswinter und Niederdollendorf bis Honnef bzw. Rolandseck samt vorgelagerter Inseln. Aus einem Weistum von 1558 und einer Urkunde von 1739 geht hervor, dass der Erzbischof von Köln das Königswinterer Fährrecht hälftig an das Bonner Cassius-Stift und das Kölner Stift St. Aposteln übertragen hatte. Diese belehnten in Form der Erbpacht jeweils vier Männer als Fährleute („Fährbeerbte“) und Eigentümer der Fährnachen mit dem Fährrecht, also der Wahrnehmung des Fährdiensts. Die Fähre verkehrte seinerzeit in Mehlem von einem auf Höhe der späteren Gastwirtschaft Küster gelegenen Anleger und in Königswinter von der Fährstelle „Am Fahr“ (▼) nördlich der heutigen Kreuzung von Rheinallee und Hauptstraße am Südrand von Königswinter, wo sich auch die Unterkünfte der Fährleute befanden.:18

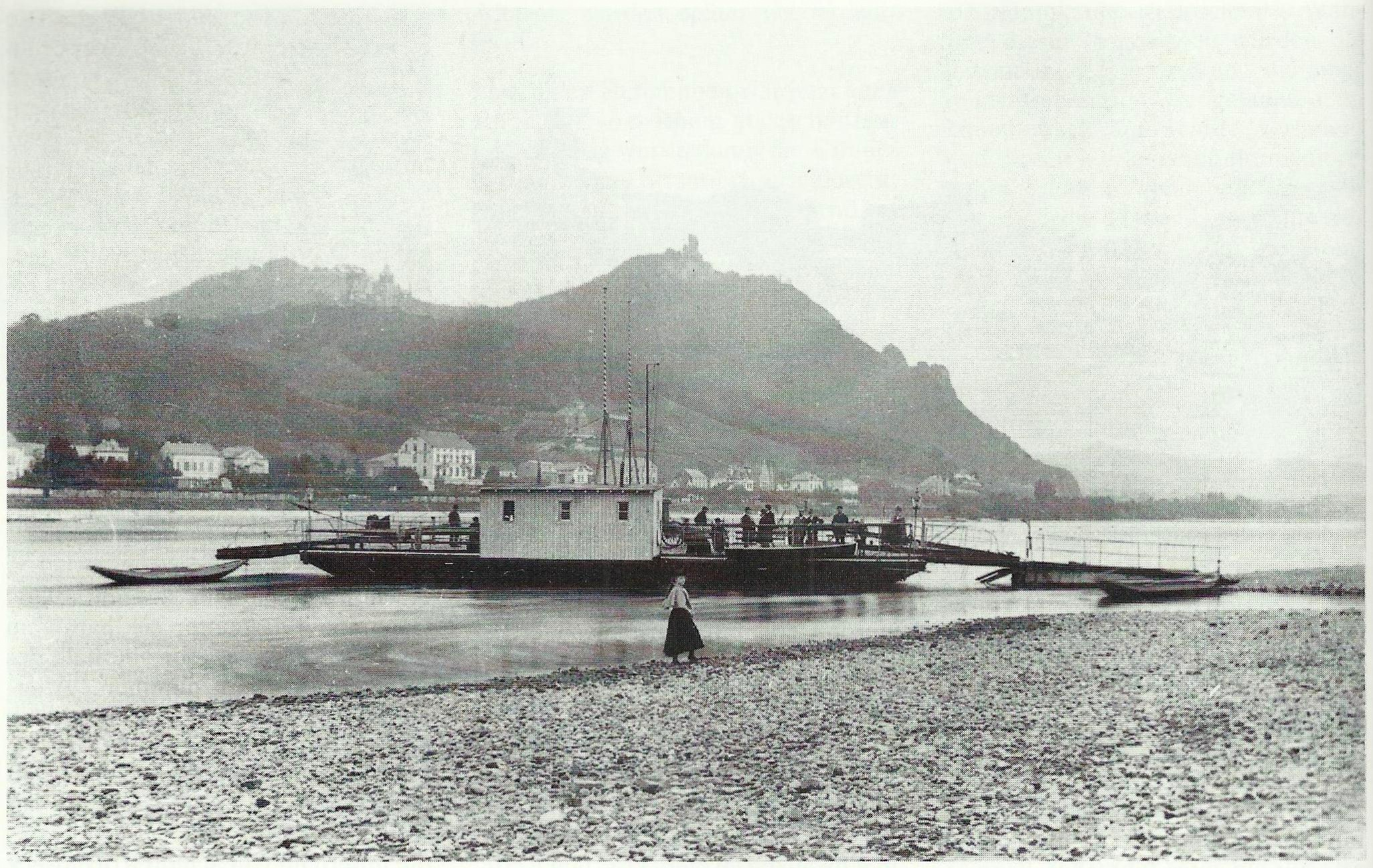
Dritte, hölzerne Gierseilfähre am Mehlemer Anleger (um 1890)

Die Fährrechte überdauerten die Franzosenzeit (1794–1814) und den Übergang an Preußen (1815). 1843 erhielten die Fährbeerbten von der preußischen Regierung eine Bestätigung ihres Fährrechts. Im Oktober 1844 kam auf der Fährverbindung zwischen Königswinter und Mehlem mit Einrichtung der heutigen Fährstelle erstmals eine Gierseilfähre, die aus Holz bestand und an einer 200 m langen Eisenkette hing,:18 zum Einsatz. Es folgten zwei weitere Fähren gleicher Art, bis 1893 eine Gierseilfähre mit eisernem Schiffsrumpf in Betrieb genommen wurde. Am 12. Mai 1900 entstand das heutige Betreiberunternehmen unter dem Namen „Rheinfähre Königswinter GmbH“ mit einem Stammkapital von 280.000 Mark.:20 1902 ersetzte ein Dampffährschiff, das auf den Namen Königswinter I getauft wurde und das erste auf dem Rhein war, die bisher eingesetzte Technik. Es hatte eine Länge von 32 Metern und eine Breite von neun Metern. Im April 1929 wurde es gegen eine neue Fähre („Königswinter II“) aus einer Werft im niederländischen Bolnes ausgetauscht, die sowohl breiter (12 m) als auch länger (40 m) war. Nach 1945 unterstützten zeitweise auch ein bis zwei Siebelfähren den Betrieb.
Nachdem der Petersberg 1949 Sitz der Alliierten Hohen Kommission (AHK) am Regierungssitz Bonn wurde, war den Angehörigen der Kommission die kostenlose Benutzung der Rheinfähre Königswinter–Mehlem gestattet. Ihre Kapazität war ab Juni 1949 zur Hälfte für Zwecke der Besatzungsmacht reserviert. Die Fährbetreiber erhielten als Entschädigung eine Tagespauschale von 350 D-Mark. Bundeskanzler Konrad Adenauer nutzte die – dann für ihn allein reservierte – Fähre während seiner Amtszeit (1949–1963) regelmäßig, um von seinem rechtsrheinischen Wohnort Rhöndorf zu seinem linksrheinischen Dienstort Bonn zu gelangen. 1957 erfuhr die Fähre „Königswinter II“ im Zuge eines Umbaus eine Verstärkung um zwei MWM-Motoren. Ein neues, zusätzliches Fährschiff („Königswinter III“), das in der Oberwinterer Schiffswerft Clausen gefertigt wurde, kam im November 1960 hinzu.
Im Juni 1961 ereignete sich ein Schiffsunfall mit sechs Todesopfern, bei dem ein nachts verkehrendes Fährboot („Kriemhild“) der Rheinfähre Königswinter GmbH ein flussauf fahrendes Güterschiff rammte und kenterte. In der Folge wurden die Nachtfahrten der Fähre eingestellt. Die Kriemhild wurde nach dem Unfall weiter eingesetzt. Ab dem Jahr 2000 war sie unter dem Namen Löwe von Laufenburg auf dem Hochrhein zwischen den Kraftwerken Albbruck und Bad Säckingen im Einsatz. Beinahe 20 Jahre lang war Jürgen Schroff der Besitzer des Schiffes gewesen, dann hatte er sich auf die Suche nach einem Nachfolger gemacht. Ein Crowdfunding-Projekt für den Umbau des Schiffes – unter anderem sollte das Steuerhaus nach vorn versetzt und ein Freideck geschaffen werden – im Jahr 2018 scheiterte, später wurden angesichts der Corona-Krise die Fahrten mit dem Schiff ausgesetzt. Laufenburger Ortsbürger hätten das Schiff gerne gepachtet und an den Kapitän Holger Grosse vermietet oder auch selbst gekauft, doch letzten Endes wurde das Schiff dann an den ehemaligen Frachtschiffbesitzer Marcus van Nijenhoff verkauft. Schroff hatte das Schiff noch auf seine eigenen Kosten für die nächsten fünf Jahre betriebsrechtlich abnehmen lassen und van Nijenhoff seine Website mit dem Domain-Namen überlassen. Van Nijenhoff plante aber bereits im Herbst 2021, das Schiff durch ein Floß zu ersetzen. Damit, so schrieb der Südkurier, scheine sich „das Ende des Fahrgastschiffes am Hochrhein abzuzeichnen.“
1987 wurde das Fährschiff „Königswinter II“ außer Dienst gestellt, sodass die „Königswinter III“ noch bis 1997 alleine den Fährbetrieb fortführte. Nach der Außerbetriebnahme der „Königswinter II“ als Fährschiff wurde das Schiff im Jahre 1990 zu einem Fahrgastschiff und Schiffs-Restaurant umgebaut. In Rotterdam bauten chinesische Handwerker die Fähre mit chinesischem Arbeitsmaterial in sechs Monaten um. Unter dem Namen „Ocean City“ wurde es in Betrieb genommen, seitdem liegt es rechtsrheinisch an einem Schiffsanleger in Bonn-Beuel, etwas südlich der Kennedy-Brücke. Anfang 2004 erfolgte ein Betreiber-Wechsel,  bei dem der Innenausbau modernisiert wurde. Seitdem firmiert das Schiff unter dem Namen „Ocean Paradise“. Es wurden gelegentlich einstündige „Panoramafahrten“ im Bonner Stadtgebiet durchgeführt, die im April 2012 eingestellt wurden, da zu diesem Zeitpunkt das Schiffsattest erlosch und nach einer Gesetzesänderung nicht mehr verlängert wird. Seitdem liegt das Schiff fest vor Anker an der Anlegestelle. In Bonn ist das Schiff unter dem Namen „Chinaschiff“ bekannt.

## Heutiger Betrieb
Die Fährgesellschaft ist heute als Rheinfähre Königswinter GmbH weitgehend in privatem Besitz und hat ihren Sitz in der Königswinterer Meerkatzstraße. Das aktuelle Fährschiff „Königswinter IV“, im Jahre 1996 in zwei Hälften als Bau-Nr. 144 in der Mondorfer Lux-Werft erbaut, ist seit Februar 1997 im Einsatz. Es ist bei einer Länge von 46 Metern und einer Breite von 20 Metern sowie einem Tiefgang von 0,92 m deutlich größer als alle Vorgängerfähren, wird von vier Motoren betrieben und hat eine Kapazität von rund 40 PKW sowie 500 Personen. Das Fährschiff ist (wie bereits „Königswinter II“ und „Königswinter III“) als Seitenpfortenschiff konzipiert, bei dem die transportierten Fahrzeuge und Fahrgäste über zwei seitlich angebrachte Pforten und Rampen an Bord genommen werden. Die „Königswinter IV“ erlaubt, anders als die „Königswinter II“, für alle Fahrzeuge ein Auf- und Abfahren ohne Rangieren. 2013 wurden die Motoren und die Abgasanlage der Fähre ausgetauscht und durch modernere, abgasärmere und leisere ersetzt. Die vier Motoren haben jeweils eine Leistung von 182 kW (ca. 250 PS).
Die Fähre verkehrt heute durchschnittlich acht Mal je Stunde täglich bis 21:50 Uhr, an Werktagen ab 5:45 Uhr, an Sonn- und Feiertagen ab 7:45 Uhr. Die Fähranleger sind beschrankte Landebrücken, die einen abgetrennten Zugang für Fußgänger und Radfahrer haben und je nach Wasserstand verschoben werden können, auf Königswinterer Seite entlang einer rheinparallelen, rheinabwärts geneigten Rampe und auf Mehlemer Seite rechtwinklig zum Fluss zur Austraße hinauf. Bei extremem Hoch- und Niedrigwasser muss der Betrieb eingestellt werden.
Schwerbehinderte und ggf. eine Begleitperson werden unentgeltlich befördert.